# Nikhil Advani
Nikhil Advani est un réalisateur et scénariste indien. Il a été l'assistant de Karan Johar.

## Filmographie
- 1998 : Laisse parler ton cœur (Kuch Kuch Hota Hai), de Karan Johar - assistant-réalisateur de Karan Johar
- 2001 : La Famille indienne (Kabhi Khushi Kabhie Gham), de Karan Johar - assistant-réalisateur de Karan Johar
- 2003 : New York Masala (Kal Ho Naa Ho)
- 2007 : Salaam-e-Ishq
- 2009 : Chandni Chowk to China
- 2009 : Ab Dilli Door Nahin
- 2011 : Patiala House
- 2012 : Delhi Safari
- 2015 : Katti Batti